# Boaz Davidson
Boaz Davidson (Tel Aviv, 8 de novembro de 1943) é um cineasta israelense, além de ser também produtor e roteirista. Estudou cinema em Londres.
Davidson começou sua carreira dirigindo o show de TV Lool (1969) e o filme Shablul (1971). Depois de dirigir filmes cult como Charlie Ve'hetzi (1974) e Hagiga B'Snuker (1975). Em 1974, ele dirigiu o filme Mishpahat Tzan'ani. Ele dirigiu os primeiros quatro filmes da série Eskimo Limon (Eskimo Limon (1978), Yotzim Kavua (1979), Shifshuf Naim (1981), Sapiches (1982). Eskimo Limon participou do 28º Festival de Berlim em 1978.
Em 1979, Davidson mudou-se de Israel para os Estados Unidos e começou a trabalhar como diretor, dirigindo um remake de Eskimo Limon, The Last American Virgin em 1982.
Davidson continou a trabalhar nos Estados Unidos como produtor e roteirista, trabalhando em muitos filmes, tais como 16 Blocks, The Wicker Man, Dália Negra, Rambo e The Expendables.

## Filmografia
- Hercules: The Legend Begins (2014) - Producer